# Portugál uralkodók házastársainak listája
Ez a lap a portugál uralkodók házastársainak listája.

## Burgundiai-ház (1139–1383)
| Portré | Uralkodói név              | Felmenője                                           | Születése  | Házasságkötése | Uralkodói hitvessé válása              | Uralkodói hitvesi terminusa vége        | Halála                                  | Házastársa |
| ------ | -------------------------- | --------------------------------------------------- | ---------- | -------------- | -------------------------------------- | --------------------------------------- | --------------------------------------- | ---------- |
|        | Savoyai Matild királyné    | III. Amádé savoyai gróf (Savoyaiak)                 | 1125 körül | 1146 körül     | 1146 körül                             | 1157. november 4. (32 éves kora körül)  | 1157. november 4. (32 éves kora körül)  | I. Alfonz  |
|        | Aragóniai Dulce királyné   | IV. Rajmund Berengár barcelonai gróf (Barcelonaiak) | 1160 körül | 1174 körül     | 1185. december 6. hitvese trónra lépte | 1198 szeptember 1. (39 éves kora körül) | 1198 szeptember 1. (39 éves kora körül) | I. Sancho  |
|        | Kasztíliai Urraca királyné | VIII. Alfonz kasztíliai király (Ivreaiak)           | 1186 körül | 1206 körül     | 1212. március 26. hitvese trónra lépte | 1220. november 3. (34 éves kora körül)  | 1220. november 3. (34 éves kora körül)  | II. Alfonz |

## Avis-ház (1385–1580)
| Portré | Uralkodói név               | Felmenője                                    | Születése          | Házasságkötése       | Uralkodói hitvessé válása                | Uralkodói hitvesi terminusa vége   | Halála                          | Házastársa |
| ------ | --------------------------- | -------------------------------------------- | ------------------ | -------------------- | ---------------------------------------- | ---------------------------------- | ------------------------------- | ---------- |
|        | Lancasteri Filippa királyné | Genti János lancasteri herceg (Lancasteriek) | 1360. március 31.  | 1387. február 11.    | 1387. február 11.                        | 1415. július 19. (30 évesen)       | 1415. július 19. (30 évesen)    | I. János   |
|        | Aragóniai Eleonóra királyné | I. Ferdinánd aragóniai király (Trastámarák)  | 1402. február 1.   | 1428. szeptember 22. | 1433. augusztus 14. hitvese trónra lépte | 1438. szeptember 9. hitvese halála | 1445. február 19. (43 évesen)   | Eduárd     |
|        | Coimbrai Izabella királyné  | Péter, Coimbra hercege (Avisok)              | 1432. március 1.   | 1447. május 6.       | 1447. május 6.                           | 1455 december 2. (23 évesen)       | 1455 december 2. (23 évesen)    | V. Alfonz  |
|        | Kasztíliai Johanna királyné | IV. Henrik kasztíliai király (Trastámarák)   | 1462. február 28.  | 1475. május 30.      | 1475. május 30.                          | 1479 válása                        | 1530. április 12. (68 évesen)   | V. Alfonz  |
|        | Viseui Eleonóra királyné    | Ferdinánd, Viseu hercege (Avisok)            | 1458. május 2.     | 1471. január 22.     | 1481. augusztus 28. hitvese trónra lépte | 1495. október 25. hitvese halála   | 1525. november 17. (69 évesen)  | II. János  |
|        | Aragóniai Izabella királyné | II. Ferdinánd aragóniai király (Trastámarák) | 1470. október 2.   | 1497. szeptember 30. | 1497. szeptember 30.                     | 1498. augusztus 28. (27 évesen)    | 1498. augusztus 28. (27 évesen) | I. Mánuel  |
|        | Aragóniai Mária királyné    | II. Ferdinánd aragóniai király (Trastámarák) | 1482 június 29.    | 1500. október 30.    | 1500. október 30.                        | 1517. március 7. (34 évesen)       | 1517. március 7. (34 évesen)    | I. Mánuel  |
|        | Ausztriai Eleonóra királyné | I. Fülöp kasztíliai király (Habsburgok)      | 1498. november 15. | 1518. július 16.     | 1518. július 16.                         | 1521. december 13. hitvese halála  | 1558. február 18. (59 évesen)   | I. Mánuel  |
|        | Ausztriai Katalin királyné  | I. Fülöp kasztíliai király (Habsburgok)      | 1507. január 14.   | 1525. február 10.    | 1525. február 10.                        | 1557. június 11. hitvese halála    | 1578. február 12. (71 évesen)   | III. János |

## Habsburg-ház (1581–1640)
| Portré | Uralkodói név                    | Felmenője                                  | Születése          | Házasságkötése       | Uralkodói hitvessé válása                 | Uralkodói hitvesi terminusa vége        | Halála                        | Házastársa |
| ------ | -------------------------------- | ------------------------------------------ | ------------------ | -------------------- | ----------------------------------------- | --------------------------------------- | ----------------------------- | ---------- |
|        | Ausztriai Anna királyné          | II. Miksa német-római császár (Habsburgok) | 1549. november 2.  | 1570. szeptember 12. | 1580. szeptember 12. hitvese trónra lépte | 1580. október 26. (30 évesen)           | 1580. október 26. (30 évesen) | I. Fülöp   |
|        | Ausztriai Margit királyné        | II. Károly stájer herceg (Habsburgok)      | 1584. december 25. | 1599. április 18.    | 1599. április 18.                         | 1611. október 3. (26 évesen)            | 1611. október 3. (26 évesen)  | II. Fülöp  |
|        | Franciaországi Izabella királyné | IV. Henrik francia király (Bourbonok)      | 1602. november 22. | 1615. november 25.   | 1621. március 31. hitvese trónra lépte    | 1640. december 15. hitvese trónfosztása | 1644. október 6. (41 évesen)  | III. Fülöp |

## Bragança-ház (1640–1853)
| Portré           | Uralkodói név                             | Felmenője                                                  | Születése           | Házasságkötése                            | Uralkodói hitvessé válása              | Uralkodói hitvesi terminusa vége       | Halála                          | Házastársa |
| ---------------- | ----------------------------------------- | ---------------------------------------------------------- | ------------------- | ----------------------------------------- | -------------------------------------- | -------------------------------------- | ------------------------------- | ---------- |
|                  | Luisa de Guzmán királyné                  | Manuel Pérez de Guzmán herceg (Guzmánok)                   | 1613. október 13.   | 1633. január 12.                          | 1640. december 1. hitvese trónra lépte | 1656. november 6. hitvese halála       | 1666. február 27. (52 évesen)   | IV. János  |
|                  | Savoyai Mária Franciska királyné          | Károly Amádé nemoursi herceg (Savoyaiak)                   | 1646. június 21.    | 1666. augusztus 2.                        | 1666. augusztus 2.                     | 1668. március 24. válása               |                                 | VI. Alfonz |
| 1668. szeptember | Savoyai Mária Franciska királyné          | Károly Amádé nemoursi herceg (Savoyaiak)                   | 1646. június 21.    | 1683. szeptember 12. hitvese trónra lépte | 1683. december 27. (37 évesen)         | 1683. december 27. (37 évesen)         | II. Péter                       |            |
|                  | Pfalz–Neuburgi Mária Zsófia királyné      | Fülöp Vilmos pfalzi választófejedelem (Wittelsbachok)      | 1666. augusztus 6.  | 1687. augusztus 11.                       | 1687. augusztus 11.                    | 1699. augusztus 4. (32 évesen)         | 1699. augusztus 4. (32 évesen)  |            |
|                  | Ausztriai Mária Anna királyné             | I. Lipót német-római császár (Habsburgok)                  | 1683. szeptember 7. | 1708. október 27.                         | 1708. október 27.                      | 1750. július 31. hitvese halála        | 1754. augusztus 14. (70 évesen) | V. János   |
|                  | Spanyolországi Marianna Viktória királyné | V. Fülöp spanyol király (Bourbonok)                        | 1718. március 31.   | 1729. január 19.                          | 1750. július 31. hitvese trónra lépte  | 1777. február 24. hitvese halála       | 1781. január 15. (62 évesen)    | I. József  |
|                  | III. Péter iure uxoris király             | V. János portugál király (Bragançák)                       | 1717. július 5.     | 1760. június 6.                           | 1777. február 24. hitvese trónra lépte | 1786. május 25 (68 évesen)             | 1786. május 25 (68 évesen)      | I. Mária   |
|                  | Spanyolországi Sarolta Johanna királyné   | IV. Károly spanyol király (Bourbonok)                      | 1775. április 25.   | 1785. június 9.                           | 1816. március 20. hitvese trónra lépte | 1826. március 10. hitvese halála       | 1830. január 7. (54 évesen)     | VI. János  |
|                  | Ausztriai Mária Leopoldina királyné       | I. Ferenc osztrák császár (Habsburg–Lotaringiai)           | 1797. január 22.    | 1817. november 6.                         | 1826. március 26. hitvese trónra lépte | 1826. május 2. hitvese lemondása       | 1826. december 11. (29 évesen)  | IV. Péter  |
|                  | Auguste de Beauharnais herceg             | Eugène Rose de Beauharnais herceg (Beauharnais-ak)         | 1810. december 3.   | 1835. január 26.                          | 1835. január 26.                       | 1835. március 28. (24 évesen)          | 1835. március 28. (24 évesen)   | II. Mária  |
|                  | II. Ferdinánd iure uxoris király          | Ferdinánd szász–coburg–gothai herceg (Szász-Coburg-Koháry) | 1816. október 29.   | 1836. január 1.                           | 1836. január 1.                        | 1837. szeptember 16. uralkodóvá válása | 1885. december 15. (69 évesen)  | II. Mária  |

## Bragança–Szász–Coburg–Gothai-ház (1853–1910)
| Portré | Uralkodói név                              | Felmenője                                          | Születése            | Házasságkötése   | Uralkodói hitvessé válása              | Uralkodói hitvesi terminusa vége | Halála                        | Házastársa |
| ------ | ------------------------------------------ | -------------------------------------------------- | -------------------- | ---------------- | -------------------------------------- | -------------------------------- | ----------------------------- | ---------- |
|        | Hohenzollern–Sigmaringen Stefánia királyné | Károly Antal hohenzollerni herceg (Hohenzollernek) | 1837. július 15.     | 1858. május 18.  | 1858. május 18.                        | 1859. július 17. (22 évesen)     | 1859. július 17. (22 évesen)  | V. Péter   |
|        | Savoyai Mária Pia királyné                 | II. Viktor Emánuel olasz király (Savoyaiak)        | 1847. február 14.    | 1862. október 6. | 1862. október 6.                       | 1889. október 19. hitvese halála | 1911. július 5. (64 évesen)   | I. Lajos   |
|        | Amélie d’Orléans királyné                  | Philippe d’Orléans, Párizs grófja (Orléans-iak)    | 1865. szeptember 28. | 1886. május 22.  | 1889. október 19. hitvese trónra lépte | 1908. február 1. hitvese halála  | 1951. október 25. (86 évesen) | I. Károly  |

## Kapcsolódó listák
- Brazil uralkodók házastársainak listája
- Portugália uralkodóinak listája